# Horiba

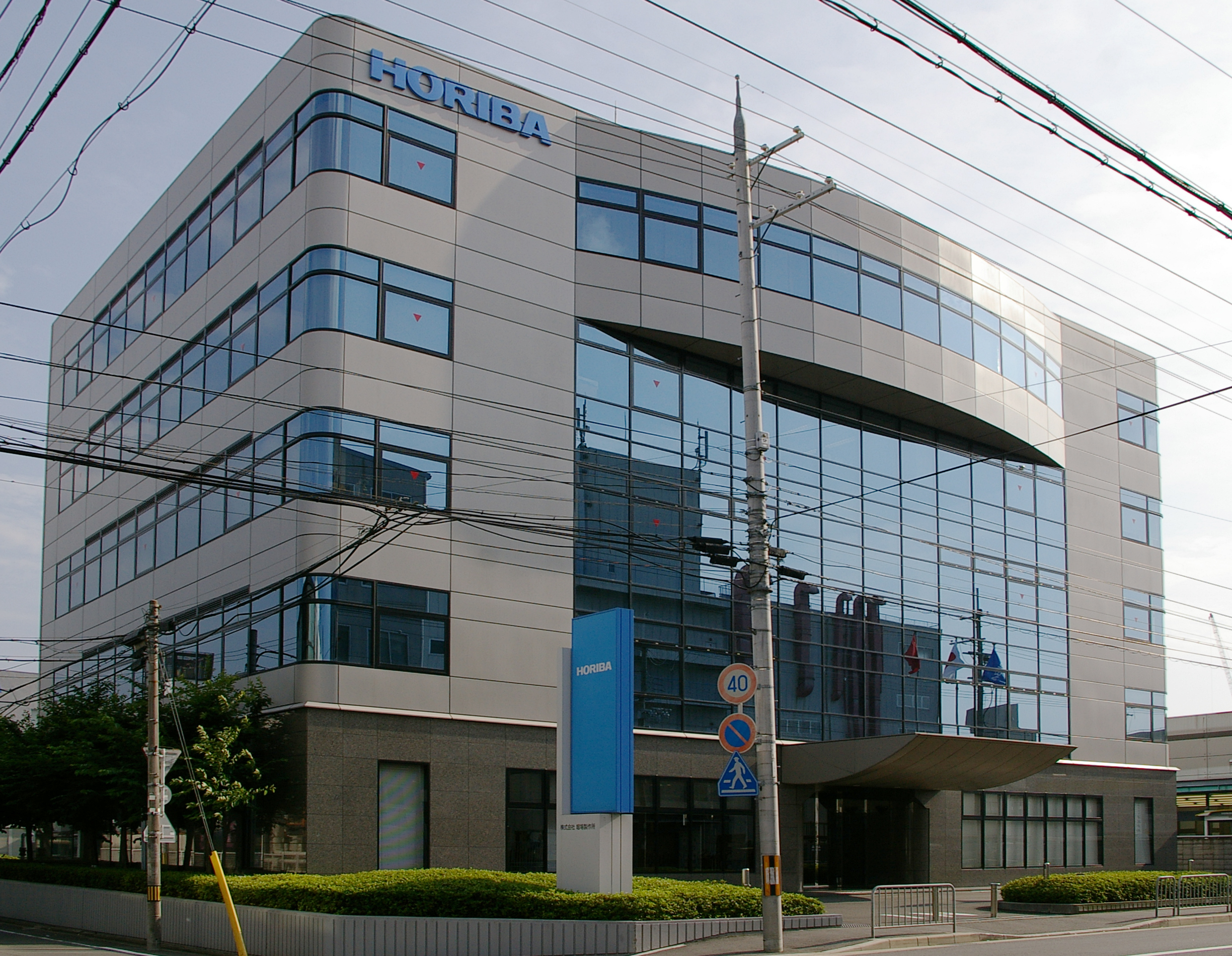
Firmensitz von HORIBA in Kyoto, Japan

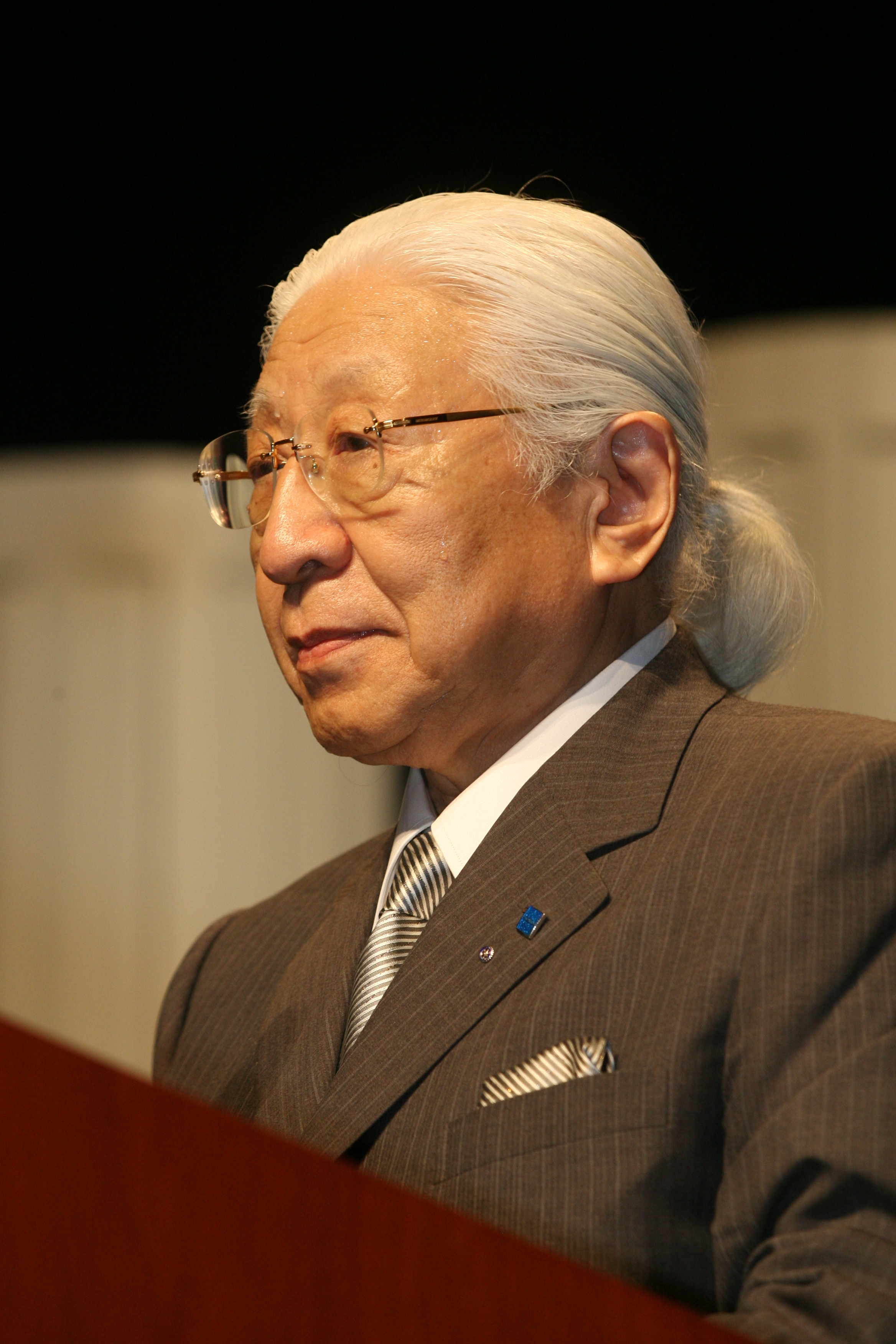
Masao Horiba erhält den Pittcon Heritage Award (2006)

K.K. Horiba Seisakusho (japanisch 株式会社堀場製作所, Kabushiki-gaisha Horiba Seisakusho) ist ein weltweit agierender und produzierender Hersteller von Messgeräten und Systemen für die Bereiche Automobilprüfsysteme, Prozess- und Umwelttechnik, Medizinische Diagnostik und Halbleiterfertigung. Analog zu den Einsatzgebieten der Produkte unterscheidet Horiba fünf Geschäftsbereiche. Das Unternehmen mit Hauptsitz in Kyōto, Japan, beschäftigt weltweit über 5.000 Mitarbeiter an rund 100 Standorten in 27 Ländern. Niederlassungen in Deutschland verteilen sich auf das ganze Bundesgebiet. Neben der Zentrale der Horiba Europe GmbH in Oberursel und der mitarbeiterstärksten Niederlassung in Darmstadt, sitzt Horiba in Bensheim, Berlin, Böblingen, Dresden, Korschenbroich, Langenhagen, Leichlingen, München, Neuhausen, Potsdam, Unterhaching und Wolfsburg.

## Geschichte
Bereits 1945 baute Masao Horiba in Kyōto zu Forschungszwecken ein privates Funklabor, in dem er sich zunächst mit der Entwicklung eines Kondensators für Hochleistungsrechenmaschinen beschäftigte. Einer gewerblichen Fertigung des Kondensators stand jedoch Anfang der 1950er-Jahre die Kostenexplosion von Materialien in Folge des Koreakriegs im Weg. Stattdessen vertrieb er erfolgreich den eigentlich zur Kontrolle des Kondensators gedachten pH-Analysator.
Am 26. Januar 1953 gründete Masao Horiba die Horiba Seisakusho. Das neu entstandene Unternehmen widmete sich zunächst der Weiterentwicklung des pH-Analysators. 1959 ging Horiba eine Allianz mit der Hitachi, Ltd. ein. Unter dem Markennamen Hitachi-Horiba entwickelte und produzierte das Unternehmen alle von Hitachi vertriebenen Analyseinstrumente. Die Partnerschaft hielt etwa 40 Jahre.
Auf Bitten der japanischen Regierung entwickelte Horiba 1964 den ersten Automobilabgasanalysator MEXA-1. 1971 wurde die Horiba erstmals an der Börse von Osaka in der zweiten Sektion gelistet. 1974 folgte eine Notierung auch in der zweiten Sektion der Tokioter Börse. Seit 1982 ist Horiba in der ersten Sektion beider Börsen gelistet. Um auch außerhalb von Japan zu wachsen, gründete Horiba 1970 zusammen mit dem US-amerikanischen Emissionstester Olson die Olson-Horiba Incorporated (USA). 1972 wurden mehrere Niederlassungen eröffnet. 1976 entwickelte Horiba Japans ersten energiedispersiven Röntgenfluoreszenzanalysator. 1978 etablierte Horiba das auch heute noch gültige Firmenmotto Omoshiro Okashiku („amüsant und lustig“), das im Englischen mit „Joy and Fun“ übersetzt wird. Horiba eröffnete 1985 ein Verkaufsbüro in Singapur. 1989 folgen Niederlassungen in Österreich und Korea. Im Oktober 1987 gründete die Horiba GmbH. 1987 ging Horiba eine Kooperation mit der französischen Firma ABX S.A. ein.
1990 startete der erste Mid-Long Term Management Plan (MLMAP), mit dem Horiba seine Unternehmensziele für die nächsten 16 Jahre festlegte. Im gleichen Jahr gliederte Horiba die „Analytical Instruments Division“ aus. Hauptsitz wird Irvine in den USA. Acht Jahre später folgte die Gründung von Horiba International als Management Unternehmung von Horiba Instruments Inc. in Nordamerika. Gleichzeitig ging die US-Tochter STEC Instrument Inc. in Horiba/STEC Inc. auf. Horiba Instruments wurde ein weltweit führendes Unternehmen in der instrumentellen Analytik und Messtechnik.
Fast genau 40 Jahre nach der Firmengründung übernahm 1992 Atsushi Horiba von seinem Vater die Unternehmensführung als Präsident und CEO. Weitere Niederlassungen wurden eröffnet, so 1993 in Schweden oder 1996 in Peking. In der Sparte „Scientific“ verkaufte Horiba 1993 das weltweit erste drahtlose pH-Meter. Weitere Produktneuheiten, die Horiba in den 1990er Jahren auf den Markt brachte, waren das RFA (Röntgenfluoreszenzanalyse)–Mikroskop (1994), mit dem man den Gehalt der chemischen Elemente in einem Probevolumen bestimmen kann oder Messsysteme zur Qualitätskontrolle von Flachbildschirmen (1997). Als erstes messtechnisches Unternehmen erhielt Horiba 1993 in Japan und ein Jahr später durch das British Standard Institute (BSI) die ISO 9001 Zertifizierung für Qualitätsmanagement. 1997 übernahm Horiba das französische Unternehmen Yobin Yvon SA, das optische Komponenten herstellt und machte es dadurch zu einer Tochtergesellschaft.

### Ab Jahr 2000
Um die Servicefunktionen in Japan zu bündeln, wurde 2000 die Horiba Techno Service CO., LTD. gegründet. 2002 folgte der komplette Einstieg in den chinesischen Markt mit der Gründung der Horiba Instruments Co., Ltd. in Shanghai. Durch die Entwicklung des weltweit ersten „on board“-Fahrzeugmesssystems durch Horiba im Jahr 2002 wurde es möglich, Autoabgase unter realen Bedingungen zu messen und zu bewerten.
Im Rahmen des 50-jährigen Firmenjubiläums wurde der „Dr. Masao Horiba Award“ ins Leben gerufen: Mit dem Preis werden junge Wissenschaftler außerhalb des Horiba-Konzerns bei ihren Forschungen im Bereich der Analytik und Messtechnik unterstützt.

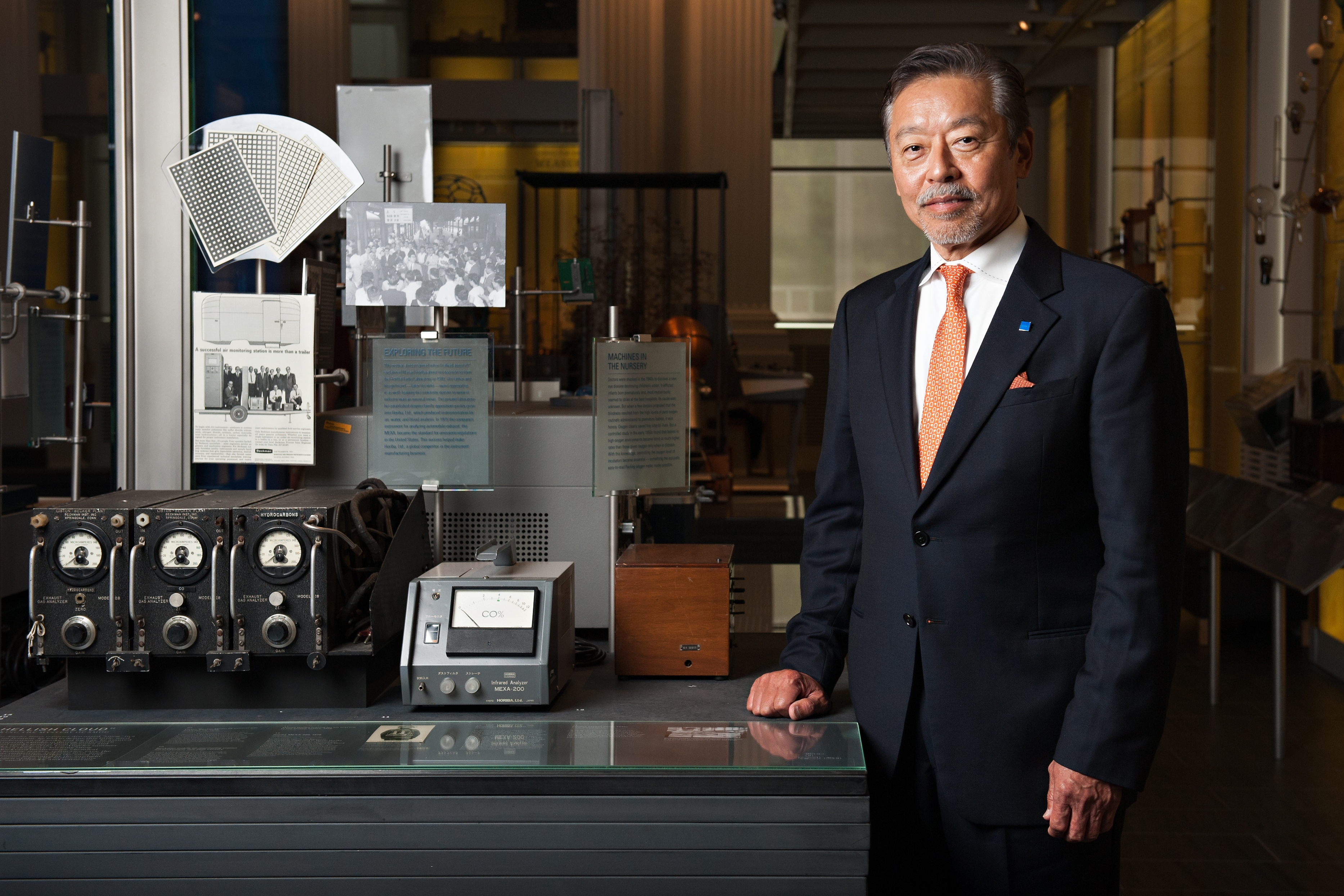
Atsushi Horiba mit Mexa-200 Analysegerät

2004 nahm Horiba eine Namensänderung vor, um die einzelnen rechtlichen Gesellschaften unter einem Familiennamen zu bündeln und damit dem neu initialisierten Slogan „Horiba Group is ONE Company“ zu folgen.
Im Jahr 2005 erwarb Horiba die „Driving Testing Systems Division“ von Schenck GmbH in Deutschland. Der erworbene Geschäftsbereich entwickelt Messtechniken zur Überprüfung von Motor- und Bremsleitungen sowie Softwaresysteme. 2007 wurde Atsushi Horiba, Sohn des Firmengründers, Vorsitzender und Präsident des Unternehmens als Vizepräsident in den Vorstand der „Japan Analytical Instruments Manufacturers Association (JAIMA)“ berufen.
Horiba eröffnete 2012 sein neues europäisches Forschungszentrum in der Nähe von Paris, das zugleich der neue Zentralsitz von Horiba Jobin Yvon ist. Der Standort im Pariser Saclay Cluster beherbergt neben der Universität „Ecole Polytechnique“ zahlreiche akademische und industrielle Forschungseinrichtungen.
2013 übernahm Horiba die Prozessanalytiksparte der US-Firma Cameron im Hinblick auf den Aufbau des künftigen Kerngeschäfts im Bereich „Process & Environmental Systems“. 2014 baute das Unternehmen durch die Akquisition von Photon Technology International  den biomedizinischen Produktbereich aus.
Dezember 2014 unterzeichnen Horiba ATS und das Institut für Automobiltechnik Dresden (IAD) der TU Dresden eine Kooperation zur Entwicklung effizienterer Fahrzeugsysteme. Gesicht der Kooperation ist auf Seiten der Universität Günther Prokop, seit 1. Oktober 2010 der Leiter des Lehrstuhls Kraftfahrzeugtechnik.

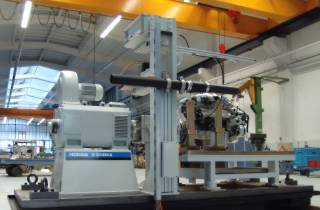
HORIBA Motorenprüfstand

Ende März bestätigen Horiba ATS und die spanische Polytechnische Universitat Politècnica de València (UPV) eine Kooperation zur Entwicklung eines mobilen Messsystems zur Höhensimulation. Dies trägt dem Trend zur mobilen Emissionsmessung von Fahrzeugen (Real Driving Emissions, RDE) Rechnung.
2015 erwarb Horiba den Entwicklungsdienstleister und Testgeländebetreiber MIRA.
Am 14. Juli 2015 starb der Unternehmensgründer Masao Horiba im Alter von 90 Jahren.
Im September 2015 wurde mittels eines portablen Horiba OBS-2200 Abgasmesssystems (Portable Emission Measurement System, PEMS) und eines Pegasor Models (PPS-M) der VW-Abgasskandal ins Rollen gebracht.
Das deutsche Kraftfahrt-Bundesamts (KBA) benannte das Testcenter der Horiba Europe GmbH im hessischen Oberursel im Dezember 2015 offiziell als Technischen Dienst. Diese Benennung basiert auf der Grundlage eines KBA-Verfahrens gemäß Rahmenrichtlinie 2007/46/EG und UNECE-Übereinkommen von 1958.
Im Oktober 2018 übernahm die Horiba Europe GmbH den führenden Hersteller FuelCon AG, der sich auf R&D- und EOL-Prüfstände (End-of-Line) im Bereich Batterien und Brennstoffzellen sowie Komplettlösungen für die E-Mobility-Branche spezialisiert hat. Die FuelCon AG wird zukünftig als Horiba FuelCon Teil der HoribaGruppe sein.
Im Juli 2021 wurde die Übernahme der BeXema GmbH durch die Horiba Europe GmbH verkündet. Die in Magdeburg-Barleben ansässige BeXema GmbH ist ein Start-up für Hochvolt-Testgeräte, HV-Emulatoren sowie Wechselrichter für Batterien, Brennstoffzellen und Elektrolyseure.

## Auszeichnungen
- 2005 Porter Prize der Graduate School of International Corporate Strategy in der Kategorie „Division of Multiple-Business Company“.[17]
- 2005 France-Japan Investment Award der französischen Gesellschaft für internationale Investitionen.
- 2006 Pittcon Heritage Award an Masao Horiba, ein Preis der jährlich von der Pittsburgh Conference on Analytical Chemistry and Applied Spectroscopy (Pittcon) und der Chemical Heritage Foundation (CHF) verliehen wird.[31]
- 2006 Analytical Chemistry Prize, USA an Masao Horiba.
- 2010 Atsushi Horiba zum Ritter der Ehrenlegion geschlagen, unter anderem aufgrund seiner Verdienste um die französisch-japanischen Beziehungen.[21]